# Cyanophora paradoxa
Espèce
Cyanophora paradoxa est une algue d'eau douce unicellulaire de la famille des Glaucocystaceae utilisée comme organisme modèle. Son génome est entièrement séquencé en 2012.

## Description
Cyanophora paradoxa est une espèce unicellulaire d'algues d'eau douce. Elle est l'espèce type du genre Cyanophora.
Cyanophora paradoxa a deux cyanelles ou chloroplastes où la fixation de l'azote se produit en même temps que la fonction primaire de la photosynthèse. Le génome choroplastique[Quoi ?] de la souche LB 555 de Cyanophora paradoxa a été séquencé et publié en 1995,. Le génome nucléaire a aussi été séquencé et publié en 2012.

## Utilisation
Cyanophora paradoxa est utilisée comme organisme modèle, en raison de sa structure qui la fait qualifier de fossile vivant.